# Mariene ecoregio Noordelijk Californië
De Mariene ecoregio Noordelijk Californië (58) (Engels: Northern California marine ecoregion) is een biogeografische regio en ligt in het noordoosten van de Grote Oceaan in de Mariene provincie Koude Gematigde Noordoostelijke Stille Oceaan (10) in het Marien rijk Gematigde Noordelijke Stille Oceaan. De mariene ecoregio is vastgesteld door het World Wide Fund for Nature en The Nature Conservancy en is vernoemd naar Noord-Californië.
In het noorden grenst het gebied aan de mariene ecoregio Oregon-, Washington- en Vancouverkust en Plat (57) en in het zuidoosten aan de mariene ecoregio Southern California Bight (59).

## Geografie
De mariene ecoregio ligt in het noordoosten van de Grote Oceaan voor de westkust van de Verenigde Staten met de staat Californië. Het gebied strekt zich uit van Cape Mendocino tot aan Point Conception bij Lompoc en omvat onder andere de Baai van San Francisco en de Baai van Monterey, evenals de wateren rondom de eilanden San Miguel Island, Santa Rosa Island en San Nicolas Island van de Channel Islands.
Door het gebied stroomt de Californische stroom en in de winter ook de Davidsonstroom.

## Biogeografie
Het gebied kent zeeleven dat houdt van gematigde temperaturen.